# Socrates Villegas
Socrates Villegas (Manilla, 28 september 1960) is een Filipijnse rooms-katholieke geestelijke. Villegas werd op 8 september 2009 benoemd tot aartsbisschop van Lingayen-Dagupan.
Villegas volgde zijn priesteropleiding aan de San Carlos-seminarie en werd tot priester gewijd op 5 oktober 1985. Hij diende daarna het aartsbisdom Manilla in diverse functies. Hij was er vicaris-generaal, lid van de financiële raad van toezicht van het aartsbisdom, minister voor priesteropleidingen, minister voor jeugdzaken en districthoofd van de kerkelijke districten Quezon City South, Makati en Manilla. Tevens was hij Moderator Curiae van het aartsbisdom. Villegas was bovendien vanaf zijn wijding tot priester tot aan zijn benoeming tot bisschop in 2004 de secretaris en woordvoerder van kardinaal Jaime Sin.
In 2001 werd hij benoemd tot hulpbisschop van het aartsbisdom van Manilla en titulair bisschop van Nona. Op 3 mei 2004 werd Villegas benoemd tot de derde bisschop van het Balanga als opvolger van Honesto Ongtioco, die werd benoemd tot bisschop van het nieuw opgerichte bisdom Cubao (Quezon City). Het bisdom Balanga is een suffragaan bisdom van het aartsbisdom San Fernando en beslaat 21 parochies verspreid over 12 gemeenten. Vijf jaar later, op 8 september 2009 volgde een benoeming tot aartsbisschop van Lingayen-Dagupan, nadat een verzoek voor vervroegd pensioen door aartsbisschop Oscar Cruz door het Vaticaan werd goedgekeurd.
Aartsbisschop Villegas is een van de meest uitgesproken bisschoppen van de Filipijnen. Hij leverde forse kritiek op het beleid van president Gloria Macapagal-Arroyo, hekelde de corruptie in het land en vergeleek Arroyo en haar man zelfs met voormalig president Ferdinand Marcos en diens vrouw Imelda.